# Glycera
Glycera är ett släkte av ringmaskar som beskrevs av de Lamarck 1818. Glycera ingår i familjen Glyceridae.

## Bildgalleri

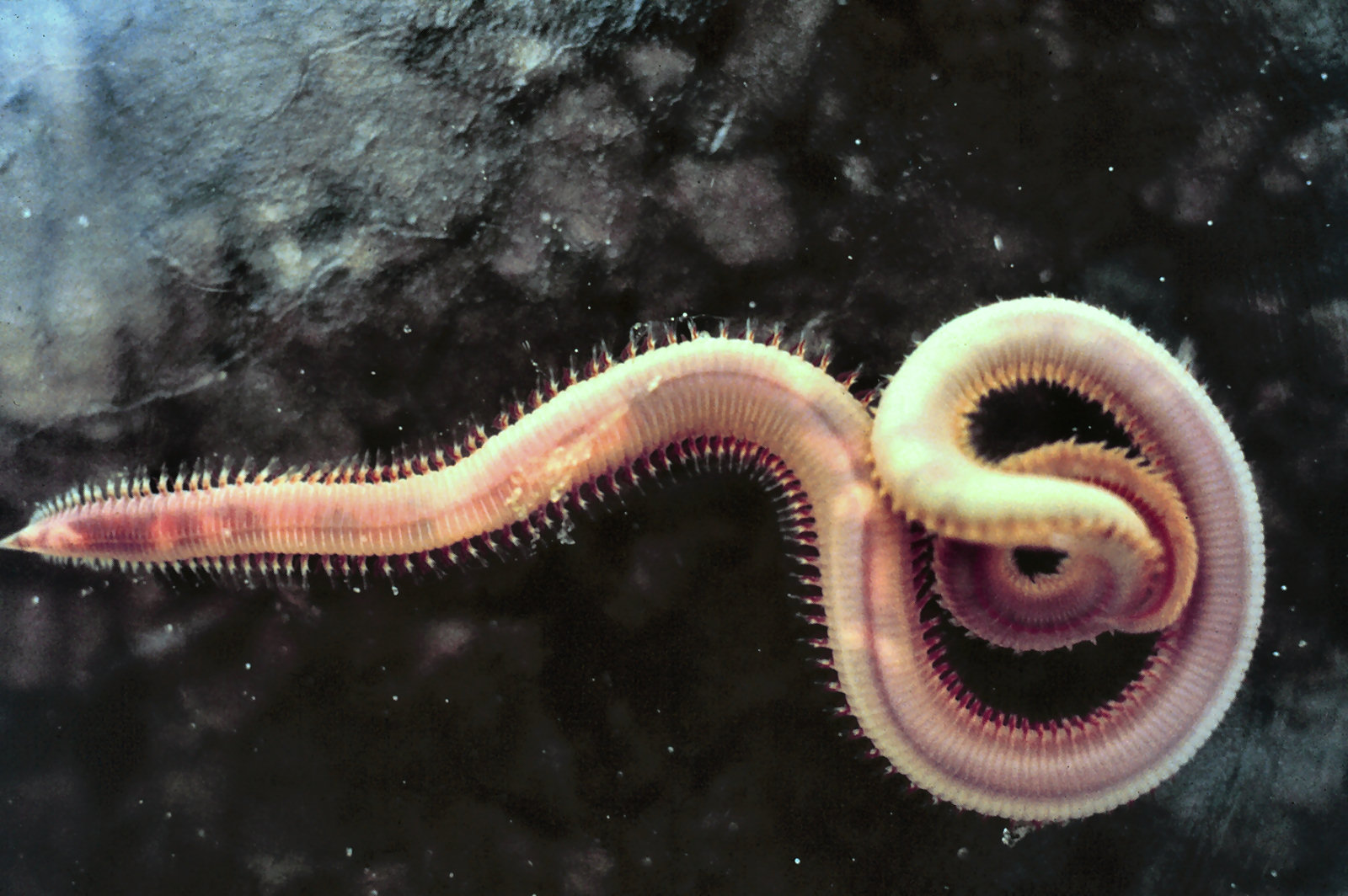
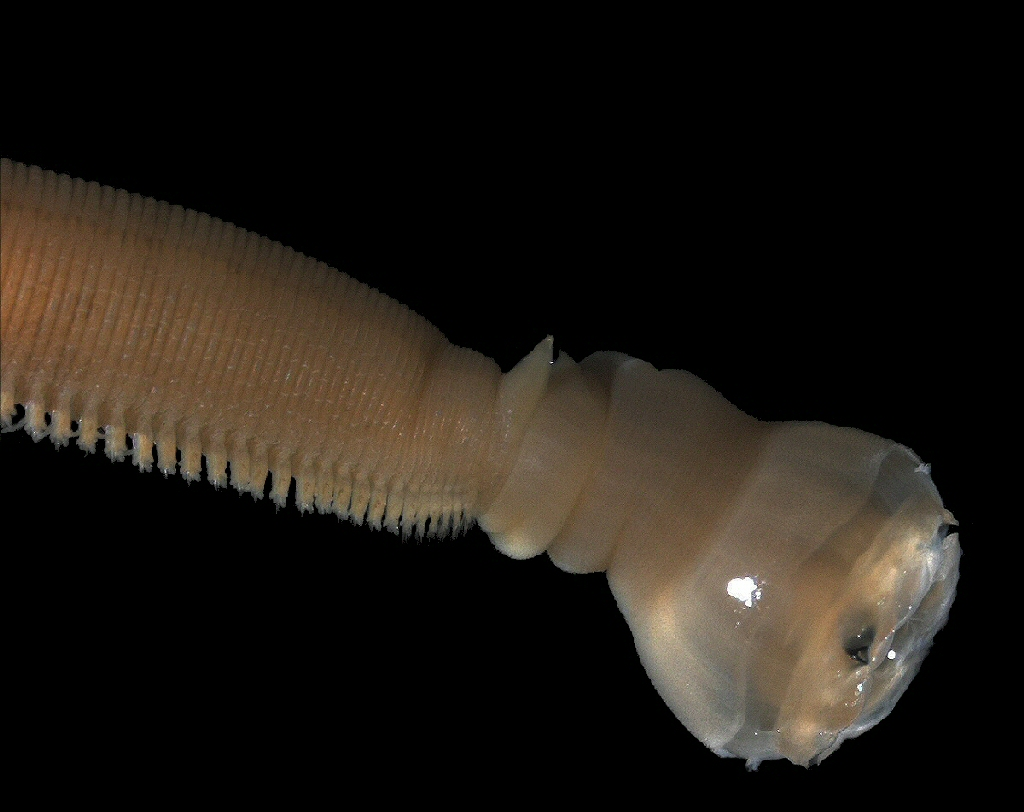
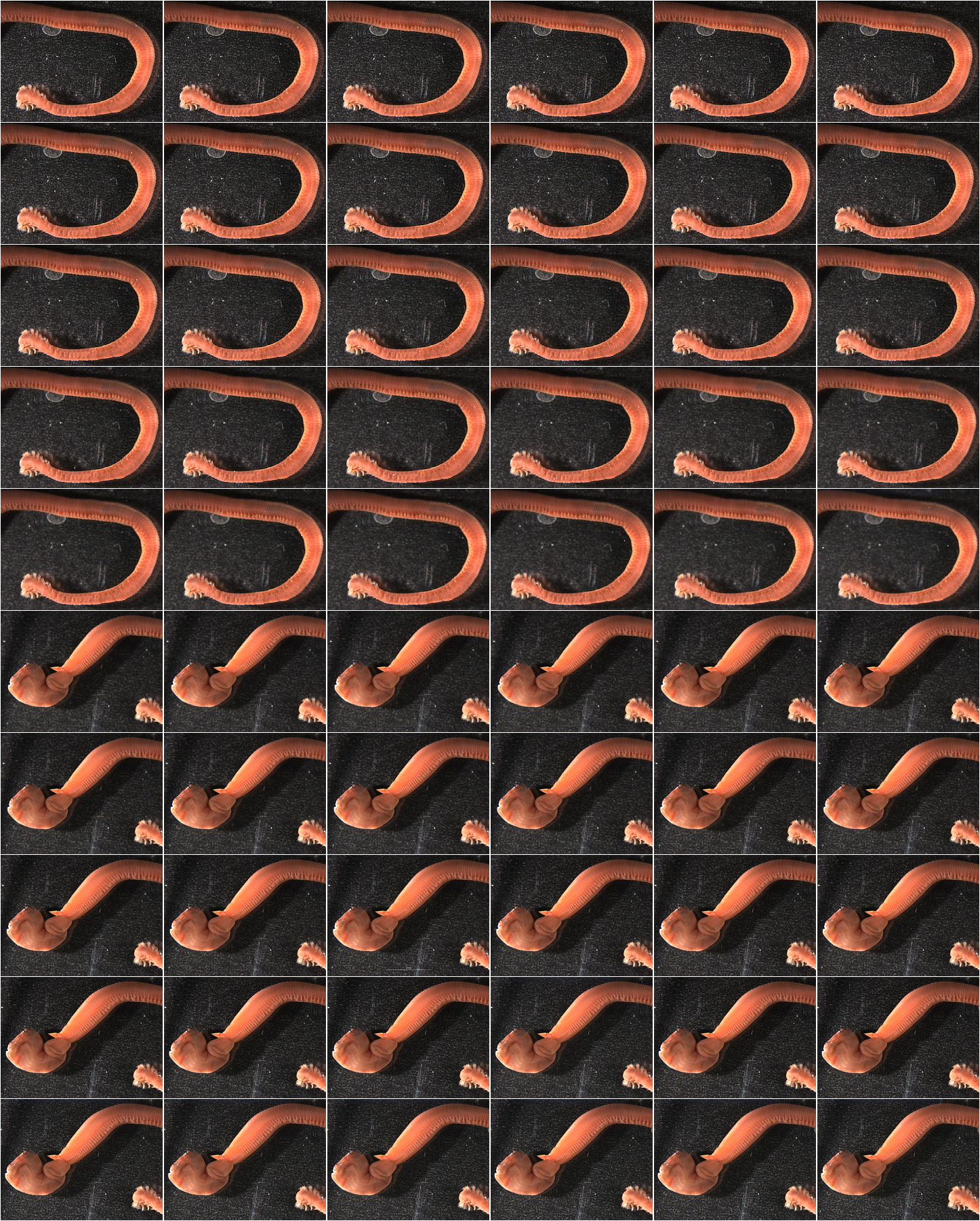

## Dottertaxa tillGlycera, i alfabetisk ordning[1][2]
- Glycera abranchiata
- Glycera alba
- Glycera amadaiba
- Glycera amboinensis
- Glycera americana
- Glycera asymmetrica
- Glycera baltica
- Glycera bassensis
- Glycera benguellana
- Glycera benhami
- Glycera branchiopoda
- Glycera brevicirris
- Glycera calbuconensis
- Glycera capitata
- Glycera carnea
- Glycera celtica
- Glycera chirori
- Glycera cinnamomea
- Glycera convoluta
- Glycera dayi
- Glycera decipiens
- Glycera dentribranchia
- Glycera derbyensis
- Glycera dibranchiata
- Glycera dubia
- Glycera edwardsi
- Glycera ehlersi
- Glycera embranchiata
- Glycera epipolasis
- Glycera fundicola
- Glycera fusiformis
- Glycera gigantea
- Glycera gilbertae
- Glycera glaucopsammensis
- Glycera guatemalensis
- Glycera guinensis
- Glycera hasidatensis
- Glycera heteropoda
- Glycera incerta
- Glycera kerguelensis
- Glycera knoxi
- Glycera lamelliformis
- Glycera lamellipodia
- Glycera lancadivae
- Glycera lapidum
- Glycera longipinnis
- Glycera longissima
- Glycera macintoshi
- Glycera madagascariensis
- Glycera manorae
- Glycera martensii
- Glycera mauritiana
- Glycera mexicana
- Glycera micrognatha
- Glycera mimica
- Glycera minuta
- Glycera nana
- Glycera natalensis
- Glycera nicobarica
- Glycera nigripes
- Glycera onomichiensis
- Glycera orientalis
- Glycera oxycephala
- Glycera pacifica
- Glycera papillosa
- Glycera pilicae
- Glycera polygona
- Glycera posterobranchia
- Glycera prashadi
- Glycera profundi
- Glycera prosobranchia
- Glycera pseudorobusta
- Glycera robusta
- Glycera rouxi
- Glycera rouxii
- Glycera russa
- Glycera rutilans
- Glycera siphonostoma
- Glycera spadix
- Glycera sphyrabrancha
- Glycera subaenea
- Glycera taprobanensis
- Glycera taurica
- Glycera tenuis
- Glycera tesselata
- Glycera tridactyla
- Glycera unicornis